# Elimia bellacrenata
Elimia bellacrenata är en snäckart som först beskrevs av Samuel Stehman Haldeman 1841.  Elimia bellacrenata ingår i släktet Elimia och familjen Pleuroceridae. IUCN kategoriserar arten globalt som akut hotad. Inga underarter finns listade i Catalogue of Life.